# Uwe Zink

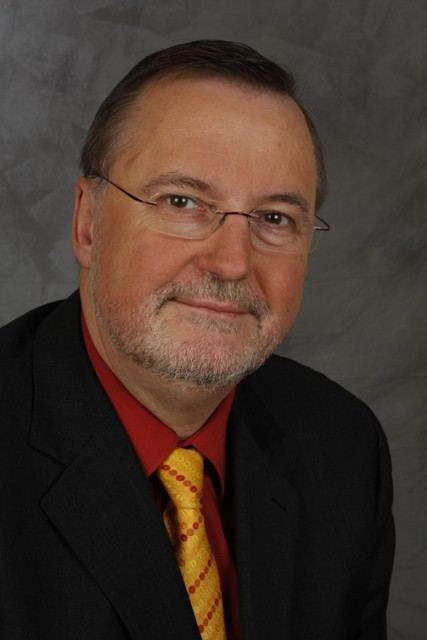
Uwe Zink (2008)

Uwe Zink (* 5. Februar 1952 in der Gemeinde Wangerland) ist Geschäftsführer der Flugplatz Aachen - Merzbrück GmbH und leitet den Aus- bzw. Umbau des Verkehrslandeplatzes zu einem Forschungslandeplatz. Die Arbeiten für die neue Start- und Landebahn sollen im Mai/Juni 2020 abgeschlossen sein.

## Leben
Nach Abschluss der Realschule 1967 absolvierte Uwe Zink eine Maurerlehre und erwarb auf dem zweiten Bildungsweg die Fachhochschulreife 1971. Von 1973 bis 1976 studierte er an der Gesamthochschule Wuppertal Verkehrsbau und Siedlungswasserwirtschaft und schloss das Studium als Dipl.-Ing. ab.
Im Anschluss an sein Studium war Uwe Zink von 1976 bis 1994 in unterschiedlichen Bereichen der Stadtverwaltung Düsseldorf tätig. Von 1980 bis 1989 hatte er die Leitung eines Straßenunterhaltungsbezirks inne. Anschließend war er für ein Jahr im Rechnungsprüfungsamt, bevor er von 1990 bis 1994 persönlicher Referent des Düsseldorfer Oberbürgermeisters Klaus Bungert war. Überregional bedeutsam waren die von ihm mitorganisierten Umwelt-Symposien in Düsseldorf, bei dem u. a. intensiv der Bereich Umweltschutz in Betrieben behandelt wurde.
Von 1994 bis 2017 war Uwe Zink Dezernent der StädteRegion Aachen und zuständig für das Dezernat IV (Umwelt, Kreisplanung, Bau-, Kataster- und Vermessungswesen). Seit 2009 war er auch für das Veterinär- und Lebensmittelüberwachungsamt zuständig.
2009 kandidierte er als Bewerber der SPD für den ersten StädtRegionsrat Aachen.
Neben seiner Tätigkeit als Städteregionsdezernent übte Uwe Zink verschiedene Geschäftsführertätigkeiten aus, so für die Gemeinnützige Wohnungsbaugesellschaft für den Kreis Aachen (1998–1999), für die Aachener Kreuz - Merzbrück GmbH (seit 1999) und für die Flugplatz Aachen-Merzbrück GmbH (seit 2006). Außerdem ist er Geschäftsführer des touristischen Vereins "Grünmetropole e.V."
Uwe Zink ist seit 1977 Mitglied der SPD, der Arbeiterwohlfahrt (AWO) und der Alemannia Aachen. Er lebt in Würselen und hat zwei erwachsene Kinder.